# Scinax fontanarrosai
Scinax fontanarrosai es una especie de anfibio del género Scinax, ubicado en la familia de los hílidos. Habita en sabanas en regiones templado-cálidas del nordeste del Cono Sur de Sudamérica.

## Taxonomía
Descripción original
Esta especie fue descrita originalmente en el año 2019 por los zoólogos Diego Baldo, Katyuscia Araujo-Vieira, Dario Cardozo, Claudio Borteiro, Fernando Leal, Martín O. Pereyra, Francisco Kolenc, Mariana L. Lyra, Paulo C. A. Garcia, Célio F. B. Haddad y Julián Faivovich.
Localidad tipo
La localidad tipo referida es: “Ruta Nacional 12, km 1329, en las coordenadas: 27°44′S 56°02′O / -27.733, -56.033, a una altitud de 146 msnm, departamento Capital, Misiones, Argentina”.
Holotipo
El ejemplar holotipo designado es el catalogado como: LGE 4451; se trata de un macho adulto que fue capturado el 21 de octubre de 2005 por D. Baldo, C. Borteiro, D. Cardozo y F. Kolenc.
Se encuentra depositado en la colección de herpetología del Laboratorio de Genética Evolutiva (LGE), Instituto de Biología Subtropical, Facultad de Ciencias Exactas, Químicas y Naturales, Universidad Nacional de Misiones, UNaM-Conicet, ubicada en la ciudad de Posadas, provincia de Misiones, Argentina.
Etimología
Etimológicamente, el término genérico Scinax deriva del idioma griego, en donde: skinax (genitivo skinakos) significa ‘rápido’, ‘ágil’. El epíteto específico fontanarrosai es un epónimo que refiere al apellido de la persona a quien fue dedicada, el humorista gráfico y escritor argentino Roberto Fontanarrosa, por su importancia en la cultura argentina; este escritor centró su obra en la ruralidad, en los animales silvestres, incluso en los anfibios y su canto.
Caracterización y relaciones filogenéticas
Dentro del género Scinax, S. fontanarrosai pertenece, junto a S. uruguayus y S. pinima, al grupo de especies “uruguayus”, el cual se incluye en uno de los dos grandes conjuntos principales que integran el género, el clado “ruber”. De los otros dos integrantes de dicho grupo, S. fontanarrosai se separa por historia natural de adultos y larvas, información citogenética, vocalizaciones y morfología externa e interna, presentando importantes diferencias osteológicas.

## Distribución y hábitat
Esta especie se distribuye en el nordeste de la Argentina, en la porción septentrional de la región mesopotámica, en las provincias de Corrientes y Misiones. También vive en el sur de Brasil, en dos localidades del estado de Río Grande del Sur. Habita en áreas de pastizales abiertos y ambientes de sabana, bajo un clima subtropical a semitropical, en altitudes entre 95 y 163 m s. n. m.. Tiene una reproducción explosiva, generalmente entre octubre y principios de abril, en charcos temporales que se forman luego de lluvias fuertes. Los renacuajos se incluyen en el gremio nectónico.

## Conservación
Los autores recomendaron que, según los lineamientos para discernir el estatus de conservación de los taxones, los que fueron estipulados por la organización internacional dedicada a la conservación de los recursos naturales Unión Internacional para la Conservación de la Naturaleza (IUCN), al constatar que este anfibio sobrevive en ambientes con variada influencia antrópica como campos ganaderos o agrícolas, en la obra Lista Roja de Especies Amenazadas, Scinax fontanarrosai sea clasificada como una especie bajo “preocupación menor” (LC).